# Sicyonis sumatriensis
Sicyonis sumatriensis is een zeeanemonensoort uit de familie Actinostolidae.
Sicyonis sumatriensis is voor het eerst wetenschappelijk beschreven door Carlgren in 1928.